# Parafia św. Aleksandry w Bad-Ems
Parafia św. Aleksandry – prawosławna parafia w Bad Ems, w eparchii berlińskiej i niemieckiej Rosyjskiego Kościoła Prawosławnego poza granicami Rosji, działająca od 1876 z przerwami w latach I wojny światowej i w latach 1944–1946. 
Początkowo podlegała Rosyjskiemu Kościołowi Prawosławnemu. W latach 20. XX wieku przybyli z Rosji biali emigranci opowiedzieli się za jej przejściem w jurysdykcję Rosyjskiego Kościoła Prawosławnego poza granicami Rosji. 